# Chenab Nagar
Chenab Nagar is een stad in Punjab (Pakistan), die tot 1999 bekend was als Rabwah. In 2003 had de stad 48.700 inwoners, en heeft een oppervlakte van ongeveer 24 km². Het ligt in de droge streek aan de Chenab.
Meer dan 95% van de inwoners is lid van Ahmadiyya Moslim Gemeenschap. De ahmadimoslims hadden hun hoofdkwartier aanvankelijk in Qadian, de geboorteplaats van hun stichter Mirza Ghulam Ahmad. Bij de scheiding van Brits-Indië in 1947 kwam Qadian in India te liggen. Daarom werd er in 1948 besloten een nieuwe stad te bouwen in Pakistan, om de eenheid onder de ahmadimoslims (toen voornamelijk Pakistani) te bewaren.
Nadat in 1984 de kalief van de gemeenschap Pakistan had moeten ontvluchten, werd het hoofdkwartier verhuisd naar Londen.
Ahmadimoslims worden in Pakistan zwaar vervolgd en er zijn verschillende wettelijke bepalingen die hun godsdienstvrijheid beperken. De Pakistaanse overheid besloot in 1999 de naam van de stad te veranderen in Chenab Nagar, maar de inwoners aanvaarden die beslissing niet en blijven hun stad Rabwah noemen.